# Чемпионат Европы по настольному теннису 2011
30-й Чемпионат Европы по настольному теннису проходил с 8 по 16 октября 2011 года в Ergo Arena, расположенной на границе городов Сопот и Гданьск (Польша).

## Медалисты

### Мужчины
| Разряд               | Золото                                                                               | Серебро                                                                                     | Бронза                                                                     |
| -------------------- | ------------------------------------------------------------------------------------ | ------------------------------------------------------------------------------------------- | -------------------------------------------------------------------------- |
| Одиночный разряд     | Тимо Болль                                                                           | Патрик Баум                                                                                 | Боян Токич                                                                 |
| Одиночный разряд     | Тимо Болль                                                                           | Патрик Баум                                                                                 | Александр Каракашевич                                                      |
| Парный разряд        | Маркуш Фрейташ Андрей Гачина                                                         | Александр Шибаев Кирилл Скачков                                                             | Михаил Пайков Алексей Ливенцов                                             |
| Парный разряд        | Маркуш Фрейташ Андрей Гачина                                                         | Александр Шибаев Кирилл Скачков                                                             | Боян Токич Александр Каракашевич                                           |
| Командное первенство | Германия · Тимо Болль · Патрик Баум · Бастиан Штегер · Рувен Филус · Дмитрий Овчаров | Швеция · Йёрген Перссон · Пер Герелль · Йенс Лундквист · Роберт Свенссон · Маттиас Карлссон | Португалия · Тьягу Аполония · Жуан Монтейру · Маркуш Фрейташ               |
| Командное первенство | Германия · Тимо Болль · Патрик Баум · Бастиан Штегер · Рувен Филус · Дмитрий Овчаров | Швеция · Йёрген Перссон · Пер Герелль · Йенс Лундквист · Роберт Свенссон · Маттиас Карлссон | Австрия · Вернер Шлагер · Роберт Гардос · Даниэль Хабезон · Штефан Фегерль |

### Женщины
| Разряд               | Золото                                                       | Серебро                                                     | Бронза                                                                                     |
| -------------------- | ------------------------------------------------------------ | ----------------------------------------------------------- | ------------------------------------------------------------------------------------------ |
| Одиночный разряд     | Ли Цзяо                                                      | Ирене Иванкан                                               | Маргарита Песоцкая                                                                         |
| Одиночный разряд     | Ли Цзяо                                                      | Ирене Иванкан                                               | Ли Цянь                                                                                    |
| Парный разряд        | Рута Пашкаускене Оксана Фадеева                              | Даниэла Додян Элизабета Самара                              | Георгина Пота Кристина Тот                                                                 |
| Парный разряд        | Рута Пашкаускене Оксана Фадеева                              | Даниэла Додян Элизабета Самара                              | Ли Цзе Елена Тимина                                                                        |
| Командное первенство | Нидерланды · Ли Цзяо · Ли Цзе · Елена Тимина · Линда Кремерс | Румыния · Даниэла Додян · Элизабета Самара · Бернадетте Сёч | Венгрия · Петра Ловаш · Георгина Пота · Кристина Тот · Дора Чилла Мадарас · Сандра Пергель |
| Командное первенство | Нидерланды · Ли Цзяо · Ли Цзе · Елена Тимина · Линда Кремерс | Румыния · Даниэла Додян · Элизабета Самара · Бернадетте Сёч | Беларусь · Вероника Павлович · Виктория Павлович · Александра Привалова · Алёна Дубкова    |